# Spellingcontrole
Een spellingcontrole of spellingscontrole (beide schrijfwijzen zijn correct) is een functie van een computerprogramma, vaak terug te vinden in tekstverwerkers en e-mailclients, waarmee de gebruiker zijn zelf geschreven of gecorrigeerde tekst kan laten controleren op spelfouten en fouten in de typografie.

## Werkwijze
Simpele routines voor spellingcontrole werken met woordenlijsten. Als het woord op de lijst staat wordt het geacht juist te zijn gespeld, als het niet op de lijst staat wordt het gemarkeerd als (mogelijk) onjuist. De gebruiker kan woorden aan de lijst toevoegen die hij zelf veel gebruikt, bijvoorbeeld zijn eigen achternaam of woorden die deel uitmaken van een bepaald vakjargon.
Iets uitgebreidere routines kunnen ook bijvoorbeeld het hoofdlettergebruik bij plaats- en eigennamen herkennen en in sommige talen soms ook grammaticale fouten.

Niet alle spelfouten worden echter opgemerkt. Een fout als verassing in plaats van verrassing zal bij minder geavanceerde spellingcontroles de toets der kritiek doorstaan, aangezien verassing en verrassing beide bestaande Nederlandse woorden zijn. In dergelijke gevallen kan het minst gebruikte en/of het vaakst correct gespelde alternatief (verassing) uit de woordenlijst verwijderd worden, maar ideaal is die oplossing niet.
Geavanceerdere spellingcontroleprogramma's controleren niet alleen op spelling en typografie maar letten ook op de context waarin een bepaald woord voorkomt - wat met name handig is bij het vertalen van een vakspecifieke tekst - en ze geven adviezen voor subtielere zaken zoals zinsbouw, interpunctie, diakritische tekens en zelfs register.
Met de huidige generatie krachtige computers is het mogelijk om de spelling al op fouten te laten controleren op het moment dat de tekst wordt ingevoerd.

## Taal
Uitgebreidere tekstverwerkers kunnen de spelling controleren van meerdere talen. Per document (of deel daarvan) kan de taal van de tekst worden aangegeven.